# Gustav Rose

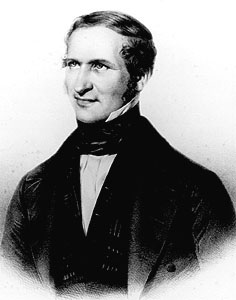
Gustav Rose

Gustav Rose (* 18. März 1798 in Berlin; † 15. Juli 1873 ebenda) war ein deutscher Mineraloge. Er entstammte einer märkischen Kaufmanns- und Gelehrtenfamilie, war Sohn von Valentin Rose dem Jüngeren und Bruder von Heinrich Rose.

## Leben und Wirken
Gustav Rose wurde wie sein Bruder Heinrich Rose nach dem Tode seines Vaters 1807 von dem Chemiker Martin Heinrich Klaproth erzogen. 1815 kämpfte Rose in den Befreiungskriegen gegen Napoleon und ging dann in die Bergmannslehre in einer Eisenerzgrube in Tarnowitz, die er aus Gesundheitsgründen abbrach. Er studierte bei Christian Samuel Weiss in Berlin Mineralogie und wurde in Abwesenheit 1820 in Kiel promoviert mit einer Arbeit über Titanit. 1821 ging er nach Stockholm, um bei Berzelius die Methoden der Mineralanalyse zu erlernen. 1822 wurde er Kustos der Mineraliensammlung der Universität Breslau und 1826 Professor für Mineralogie an der Universität Berlin als Nachfolger seines Lehrers. 1856 übernahm er zusätzlich die Leitung des Mineralogischen Museums.
Am 16. Oktober 1860 erhielt er die medizinische Ehrendoktorwürde der Berliner Universität.
Zusammen mit Christian Gottfried Ehrenberg gehörte Rose zu den Begleitern Alexander von Humboldts bei der Russlandexpedition 1829 bis zum Altai und zum Kaspischen Meer. Spätere Reisen unternahm er mit Eilhard Mitscherlich zu den Vulkanen Italiens (1850) und der Liparischen Inseln, danach auch zu den erloschenen Vulkanen Südfrankreichs (1852).
In etwa 125 Veröffentlichungen befasste sich Rose mit allen Gebieten der damaligen Mineralogie. Seine genauen goniometrische Messungen an Kristallen ermöglichten die Entdeckung des Phänomens der Isomorphie durch Mitscherlich. Er entdeckte viele neue Mineralarten wie den Altait, Anorthit, Cancrinit, Hessit, Perowskit und Zinkenit. Er untersuchte den Zusammenhang von Kristallform und physikalischen Eigenschaften (Pyro- und Thermoelektrizität) und studierte die mineralogische Einordnung des Quarzes.
Durch das Studium der Berliner Meteoritensammlung und deren Ordnung kam er zu einem neuen System der Meteorite, die von Aristides Brezina und Gustav Tschermak ausgebaut und nach allen dreien benannt wurde. Es wird im Wesentlichen noch heute benutzt. Rose benannte die silikatischen Kügelchen in den Steinmeteoriten als Chondren und die sie enthaltenden Meteorite als Chondrite. Für eine Untergruppe führte er den Namen kohlige Chondrite ein. Er unterteilte die Stein-Eisen-Meteorite in Pallasite und Mesosiderite. Er prägte die Begriffe Howardit und Eukrit für Untergruppen der Steinmeteorite. Er war einer der Pioniere der petrographischen Untersuchung an Dünnschliffen und beschrieb als erster das Gestein Listwänit.
Gustav Rose war Mitglied der Gesellschaft Deutscher Naturforscher und Ärzte und 1848 Gründungsmitglied der Deutschen Gesellschaft für Geowissenschaften und neben Heinrich Ernst Beyrich, Julius Ewald und Heinrich Girard deren erster Schriftführer.
Sein Grab befindet sich auf dem St.-Marien- und St.-Nikolai-Friedhof I im Berliner Ortsteil Prenzlauer Berg.
Sein Sohn Valentin Rose war Philologe und Bibliothekar, sein Sohn Edmund Rose Chirurg.
Zu seinen Schülern zählen Carl Rammelsberg, Gerhard vom Rath, Paul von Groth, Ferdinand von Richthofen, Emanuel Kayser und Christian Friedrich Martin Websky, der 1874 seine Nachfolge als Professor für Mineralogie antrat.

## Ehrungen
Rose war seit 1834 Mitglied der Königlich-Preußischen Akademie der Wissenschaften in Berlin, auswärtiges Mitglied der Akademie der Wissenschaften zu Göttingen (1856) und der Bayerischen Akademie der Wissenschaften (1873), Mitglied der Leopoldina (1860) sowie seit 1825 Fellow der Royal Society of Edinburgh, seit 1829 korrespondierendes Mitglied der Russischen Akademie der Wissenschaften in Sankt Petersburg und seit 1832 der Académie des sciences in Paris.
1871 erhielt er den Orden Pour le Mérite für Wissenschaften und Künste und den Bayerischen Maximiliansorden für Wissenschaft und Kunst.
Ein 1824 von Armand Lévy beschriebenes, neues Mineral erhielt ihm zu Ehren den Namen Roselith.

## Werke

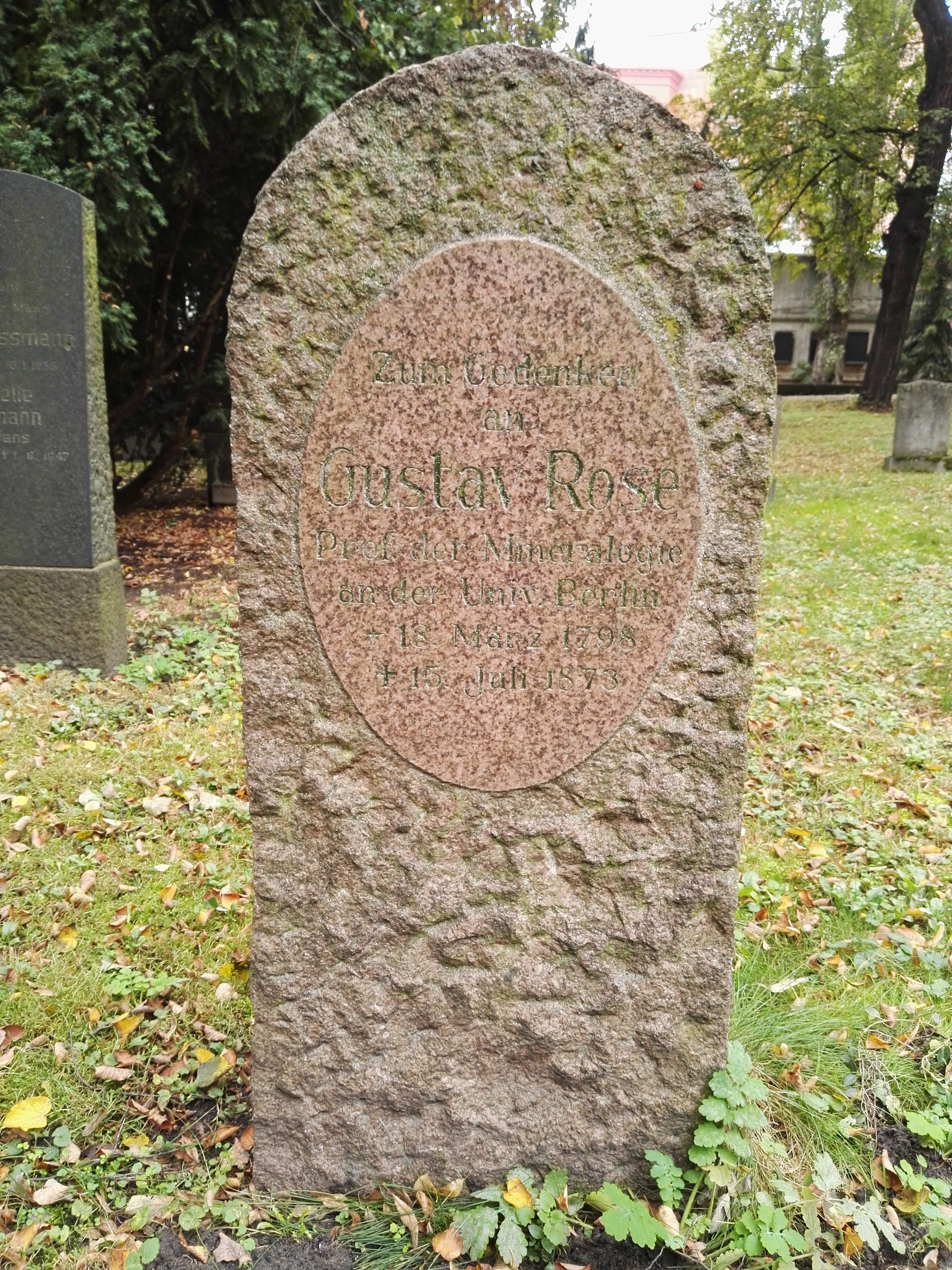
Grabstein, St. Marien- und St. Nikolai-Friedhof I in Berlin-Prenzlauer Berg

- Elemente der Krystallographie. E.S. Mittler, Berlin 1833. (Volltext in der Google-Buchsuche)
- Mineralogisch-geognostische Reise nach dem Ural, dem Altai und dem Kaspischen Meere. 2 Bände. Berlin, 1837–1842. (1. Band als Digitalisat und Volltext im Deutschen Textarchiv, 2. Band als Digitalisat und Volltext im Deutschen Textarchiv)
- Über das Krystallisationssystem des Quarzes. Berlin, 1846. (Buchscan im Virtual Museum of the History of Mineralogy)
- Das krystallo-chemische Mineralsystem. W. Engelmann, Leipzig 1852. (Volltext in der Google-Buchsuche)
- Über die heteromorphen Zustände der kohlensauren Kalkerde. 2 Bände. Berlin, 1856–59. (Digitalisat Band 1), (Band 2)
- Beschreibung und Einteilung der Meteoriten auf Grund der Sammlung im Mineralogischen Museum zu Berlin. Akademie der Wissenschaften, Berlin 1864. (Digitalisat)